# Ени махала (Орляшко)
Ени махала е бивше село в Република Гърция, Егейска Македония, дем Долна Джумая (Ираклия).

## География
Селото е било разположено в Карадаг югозападно от Орляк (Стримонико).